# Paul Merriman
Pour les articles homonymes, voir Merriman.
Paul Merriman est un homme politique provincial canadien de la Saskatchewan. Il représente la circonscription de Saskatoon Sutherland et ensuite Saskatoon Silverspring-Sutherland à titre de député du Parti saskatchewanais de 2011 à 2024,.
Il est ministre dans les cabinets des premiers ministres Brad Wall et Scott Moe à titre de ministre des Affaires sociales d'août 2017 à novembre 2020, ministre de la Santé de novembre 2020 à août 2023, ainsi que ministre des Services correctionnels, de la Police et de la Sécurité publique d'août 2023 à octobre 2024.

## Biographie
Né à Toronto, Paul Merriman est le fils de Ted Merriman, ancien député provincial de Saskatoon Northwest de 2003 à 2007,.
La famille Merriman s'installe en Saskatchewan en 1988 et Paul travaille à Saskatoon à partir de 1994. Il travaille ensuite pour SaskEnergy (en) pendant près d'une décennie et, avant d'entrer en politique, il est directeur exécutif du Saskatoon Food Bank & Learning Centre.

## Carrière politique
Remportant l'investiture par acclamation afin de se présenter comme candidat du Parti saskatchewanais dans Saskatoon Sutherland en remplacement de la députée sortante Joceline Schriemer qui ne se représentait pas, il est élu en 2011 et par la suite réélu dans la nouvelle circonscription de Saskatoon Silverspring-Sutherland en 2016 et en 2020,.
Nommé ministre dans la gouvernement de Brad Wall en 2017, il le demeure lorsque Scott Moe lui succède en 2018.

### Ministre des Services sociaux
Lorsque le gouvernement tente d'implanter un système de garderie national en 2019, Merriman est critiqué pour des propos où il déplorait le fait que les ministres provinciaux ne pouvaient avoir de rencontres avec les représentants fédéraux sans des représentants autochtones qu'ils qualifiaient comme des loddyistes. En réponse, le chef de l'Assemblée des Premières Nations, Perry Bellegarde (en), écrit une lettre à Merriman expliquant qu'il est également un représentant élu. Merriman exprime alors des excuses pour avoir utilisé le terme de lobbyiste.
La même année, Merriman introduit des réformes dans le programme de soutien social. La nouvelle réforme remplaçait le programme existant par la Saskatchewan Income Support (SIS). La réforme visait une réduction de la bureaucratie, une augmentation de l'indépendance d'action et donner une priorité aux entrevues motivationnelles pour les travailleurs sociaux. Néanmoins, la réforme est critiquée pour les groupes de pression anti-pauvreté qui dénonçaient une réelle augmentation de la bureaucratie et une offre de service inadéquate pour les bénéficiaires,.

### Ministre de la Santé
En novembre 2020, Merriman est nommé ministre de la Santé durant la seconde vague de la pandémie de COVID-19. Bien que le nombre de cas était en hausse, il arguait que la situation était toujours sous contrôle et que la priorité était sur l'accès au vaccin. Néanmoins, le système de santé étant mis à rude épreuve vers la fin de 2020, il signe un accord pour le transfert de patients des unités de soins intensifs (USI) en dehors de la province. Merriman est ensuite critiqué pour son manque de disponibilité.
Lors d'un remaniement en août 2023, Merriman est nommé au ministère des Services correctionnels, de la Police et de la Sécurité publique.
Il est défait lors de l'élection de 2024 par le néo-démocrate Hugh Gordon (en).

## Vie personnelle
Merriman est marié à Leanne Durand et le couple à quatre enfants.